# Saint-Victurnien
Saint-Victurnien ist eine französische Gemeinde mit 1767 Einwohnern (Stand 1. Januar 2022) im Département Haute-Vienne in der Region Nouvelle-Aquitaine. Sie gehört zum Arrondissement Rochechouart, zum Kanton Saint-Junien und ist Mitglied im Gemeindeverband Vienne Glane.

## Geographie
Die Gemeinde liegt rund 20 Kilometer nordwestlich von Limoges im Tal der Vienne, knapp außerhalb des Regionalen Naturparks Périgord-Limousin, der an der südlichen Gemeindegrenze beginnt. Nachbargemeinden sind Oradour-sur-Glane im Norden, Veyrac im Nordosten, Verneuil-sur-Vienne im Osten, Sainte-Marie-de-Vaux im Südosten, Cognac-la-Forêt im Süden und Saint-Brice-sur-Vienne im Westen.
Der Gemeindehauptort liegt am rechten Ufer des Flusses Vienne. Das Gemeindegebiet erstreckt sich an beiden Ufern. Mehrere kurze Bäche entwässern das Gebiet zur Vienne, an der südlichen Grenze verläuft das Flüsschen Râches.

### Verkehrsanbindung
Die wichtigste Straßenverbindung ist die Départementsstraße D32, die entlang der Vienne führt und bei Saint-Victurnien über eine Brücke die Flussseite wechselt. Am nördlichen Rand des Gemeindegebietes verläuft die Nationalstraße N141. Der Ort verfügt über einen Haltepunkt an der Bahnstrecke Limoges-Bénédictins–Angoulême, der von Zügen des TER Nouvelle-Aquitaine zwischen Limoges und Saillat-Chassenon bedient wird.

## Bevölkerungsentwicklung
| Jahr      | 1968 | 1975 | 1982 | 1990 | 1999 | 2006 | 2016 |
| Einwohner | 1190 | 1210 | 1259 | 1447 | 1458 | 1597 | 1754 |

## Sehenswürdigkeiten
- Église Saint-Victurnien, Pfarrkirche aus dem 12. Jahrhundert – Monument historique[1]
- Lanterne des Morts, Totenlaterne aus dem 12. Jahrhundert – Monument historique[2]
- Manoir du Loubier, Herrenhaus aus dem 18. Jahrhundert – Monument historique[3]

|  |  |

## Partnergemeinde
- Cabanillas, Spanien, autonome Provinz Navarra